# Ayodhya, Koppal
Ayodhya là một làng thuộc tehsil Koppal, huyện Koppal, bang Karnataka, Ấn Độ.